# Општина Куртешти (Ботошани)
Куртешти (рум. Curteşti) општина је у Румунији у округу Ботошани.
Oпштина се налази на надморској висини од 135 m.